# ليو هاريسون
ليو هاريسون (5 يونيو 1922 في المملكة المتحدة - 12 أكتوبر 2016) (بالإنجليزية: Leo Harrison)‏ هو لاعب كريكت بريطاني (وحمل سابقاً جنسية المملكة المتحدة لبريطانيا العظمى وأيرلندا). لعب مع نادي مقاطعة هامبشاير للكريكت ‏ ونادي مارليبون للكريكت ‏.

## وصلات خارجية
- ليو هاريسون على موقع إي آس بي آن كريك إنفو (الإنجليزية)